# Leiston Pickett
Leiston Pickett (Gold Coast, 6 de fevereiro de 1992) é uma nadadora australiana.
Foi medalhista de prata nos 50 m peito no Mundial em Piscina Curta de 2010, em Dubai.
Se classificou para os Jogos Olímpicos de Londres 2012.